# Развод леди Икс
«Развод леди Икс» (англ. The Divorce Of Lady X) — британский фильм 1938 года режиссёра Тима Уэлана.
Фильм изначально был сделан цветным, а не колоризирован, как многие думают. Кинолента является ремейком фильма 1933 года «Мнение адвоката» (Counsel’s Opinion), где Бинни Барнс играла роль, которую в фильме 1938 года сыграла Мерл Оберон.

## Сюжет
Из-за сильного тумана в Лондоне молодая леди Лесли вынуждена остаться в гостинице. Ей предоставляют половину номера, который снимает молодой адвокат Логан Эвергард. Утром она уезжает из отеля, даже не назвав своего имени, а днём к Логану является клиент, требующий развода со своей женой из-за того, что та провела ночь в гостинице с мужчиной.

## В ролях
- Мерл Оберон — Лесли Стил
- Лоренс Оливье — Логан Эвергард
- Ралф Ричардсон — лорд Мер
- Бинни Барнс — леди Клэр Мер
- Мортон Селтен — лорд Стил